# Лобез (Великопольське воєводство)
Лобез (пол. Łobez, нім. Lobes) — село в Польщі, у гміні Ярачево Яроцинського повіту Великопольського воєводства.
Населення — 251 особа (2011).
У 1975-1998 роках село належало до Каліського воєводства.

## Демографія
Демографічна структура станом на 31 березня 2011 року:
|          | Загалом | Допрацездатний вік | Працездатний вік | Постпрацездатний вік |
| -------- | ------- | ------------------ | ---------------- | -------------------- |
| Чоловіки | 125     | 28                 | 88               | 9                    |
| Жінки    | 126     | 39                 | 63               | 24                   |
| Разом    | 251     | 67                 | 151              | 33                   |